# Ájlisvárre
Ájlisvárre är ett fjäll i Arjeplogs kommun i Norrbottens län. Fjället ligger cirka 31 km från centralorten Arjeplog. Ájlisvárres topp ligger 720 meter över havet.